# FC Extremadura
Club de Fútbol Extremadura war ein spanischer Fußballverein aus der Stadt Almendralejo in der Provinz Badajoz. Die größten Erfolg des Klubs waren zwei Teilnahmen an der Primera División. Unter Trainer Iosu Ortuondo gelang dies erstmals in der Saison 1996/97, zwei Jahre später schaffte es Rafael Benítez erneut, den Klub aus der in Extremadura gelegenen Kleinstadt in die höchste Spielklasse Spaniens zu führen.
Der Verein stieg nach der Saison 2006/07 aus der Segunda División B in die Tercera División (Gruppe XIV) ab.
2010 wurde er, nachdem er schon mehrere Jahre mit finanziellen Problemen zu kämpften hatte, aufgelöst. Inoffizieller Nachfolger des Vereins ist der Verein Extremadura UD, der 2018 in die zweitklassige Segunda División aufgestiegen ist.

## Statistik
- Saisons in der Primera División: 2
- Saisons in der Segunda División: 13
- Bestes Resultat in der Primera División: 17. (1998/99)

## Bekannte ehemalige Spieler
- José Basualdo
- Ronny Gaspercic
- Raymond Kalla
- Kiko
- Pier
- Edu Moya

## Bekannte ehemalige Trainer
- Rafael Benítez
- Iosu Ortuondo
- Frederic Remy